# Condado de Adams (Indiana)
O Condado de Adams é um dos 92 condados do estado americano de Indiana. A sede do condado é Decatur, e sua maior cidade é Decatur. O condado possui uma área de 880 km² (dos quais 1 km² estão cobertos por água), uma população de 33 625 habitantes, e uma densidade populacional de 38 hab/km² (segundo o censo nacional de 2000). O condado foi fundado em 1836.